# Wolfram Alpha
Wolfram|Alpha (también escrito Wolfram Alpha o WolframAlpha) es un buscador de respuestas desarrollado por la compañía Wolfram Research. Es un servicio en línea que responde a las preguntas directamente, mediante el procesamiento de la respuesta extraída de una base de datos estructurados, en lugar de proporcionar una lista de los documentos o páginas web que podrían contener la respuesta, tal y como lo hace Google. Fue anunciado en marzo de 2009 por el físico británico Stephen Wolfram y está en funcionamiento desde el 15 de mayo de 2009. Fue lanzado en español en 2022.

## Descripción general
Wolfram Alpha no es un motor de búsqueda, ya que no busca respuestas a las preguntas de un conglomerado de páginas web o documentos. Las consultas y procesamientos de cálculos también se hacen en un campo de texto, pero en este se procesan las respuestas y visualizaciones adecuadas dinámicamente en lugar de producirlas como resultado de la obtención de un banco de respuestas predefinidas. Por lo tanto difiere de los motores de búsqueda semántica, los cuales indexan una gran cantidad de respuestas y luego tratan de hacer coincidir éstas con la pregunta hecha.
Wolfram Alpha sintetiza conocimientos avanzados haciendo inferencias a partir de un pequeño conjunto de información básica. De esta forma, tiene muchos paralelismos con Cyc, un proyecto que inició en 1980 para el desarrollo de un motor de inferencia de sentido común. Douglas Lenat, fundador de Cyc, fue uno de los pocos a quienes se les dio la oportunidad de probar Wolfram Alpha antes de su lanzamiento, y este dijo:

Wolfram Alpha maneja una gama mucho más amplia de las preguntas que manejaba Cyc, pero es mucho más limitado que Google, que entiende algo de lo que se está mostrando como una respuesta, pero solo algunos de estos […] La conclusión es que hay una amplia gama de preguntas que no puede analizar y una amplia gama de preguntas que no puede responder.

Wolfram Alpha se basa en uno de los programas creados por Wolfram Research, Mathematica, que incorpora el procesamiento de álgebra, cálculo numérico y simbólico, visualizaciones y capacidades estadísticas.

## Socios licenciatarios
Wolfram Alpha se utiliza para alimentar algunas búsquedas en Bing de Microsoft y DuckDuckGo.
Wolfram Alpha es también consultado por Siri de Apple para responder preguntas factuales, así como por el clone de Dexetra para el sistema operativo Iris de Android.

## Tecnología
Wolfram Alpha está escrito en 15 millones de líneas de Mathematica (usando código de webMathematica y gridMathematica) y corre más de 10 000 unidades de CPU.

## Lanzamiento
Los preparativos para su lanzamiento comenzaron el 15 de mayo de 2009 a las 7 p. m. CDT y fue transmitido en vivo en Justin.tv. El servicio fue lanzado oficialmente el 18 de mayo de 2009.
Wolfram Alpha ha recibido críticas variadas. Defensores de Wolfram Alpha señalan su potencial; algunos afirman que la manera que determina los resultados es más importante que su utilidad inmediata.

## Wolfram Alpha Pro
El 8 de febrero de 2012 se lanzó Wolfram Alpha Pro, ofreciendo a los usuarios funciones adicionales por una tarifa de suscripción mensual. Una característica clave es la posibilidad de cargar muchos tipos de archivos comunes y de datos, incluyendo datos de tabla en bruto, imágenes, audio, XML y docenas de formatos científicos, médicos y matemáticos especializados para un análisis automático. Otras características incluyen un teclado extendido, la interactividad con el CDF, descargas de datos y la capacidad de personalizar y guardar resultados gráficos y tabulares.
Además de funciones más avanzadas, Wolfram Alpha Pro tiene cambios adicionales con respecto a la versión gratuita del sitio:
- Un aumento en los anuncios en el sitio libre.
- Opciones de texto y de exportación de PDF ahora requieren que el usuario configure una cuenta gratuita.
- La opción de solicitar tiempo adicional para cálculos largos, que antes era gratuita, ahora solo está disponible para los suscriptores.[18]